# Holmberg-Radius
Der Holmberg-Radius ist ein Maß für die Winkelausdehnung einer Galaxie am Himmel. Er ist nach dem schwedischen Astronomen Erik Bertil Holmberg benannt, der dieses Maß vorgeschlagen hat.

## Definition
Der Holmberg-Radius ist definiert als die Länge der großen Halbachse der Galaxie bis zu der Isophoten (der Kurve gleicher Helligkeit), bei der die Oberflächenhelligkeit
{\displaystyle \mu _{H}=26{,}5\,\mathrm {\frac {mag}{arcsec^{2}}} }
ist. Gemessen wird dabei im sogenannten B-Band (Mit „Band“ wird in der Astronomie ein bestimmter Bereich des elektromagnetischen Spektrums bezeichnet, in dem die Helligkeit gemessen wird. Das B-Band liegt im Bereich des blauen Lichts). Der Holmberg-Radius gibt den Bereich einer Galaxie an, aus dem der größte Teil des Lichtes kommt (26,5 Magnituden entsprechen dabei etwa 1 bis 2 Prozent der Helligkeit des Nachthimmels).